# 8-Anilinonaphthalin-1-sulfonsäure

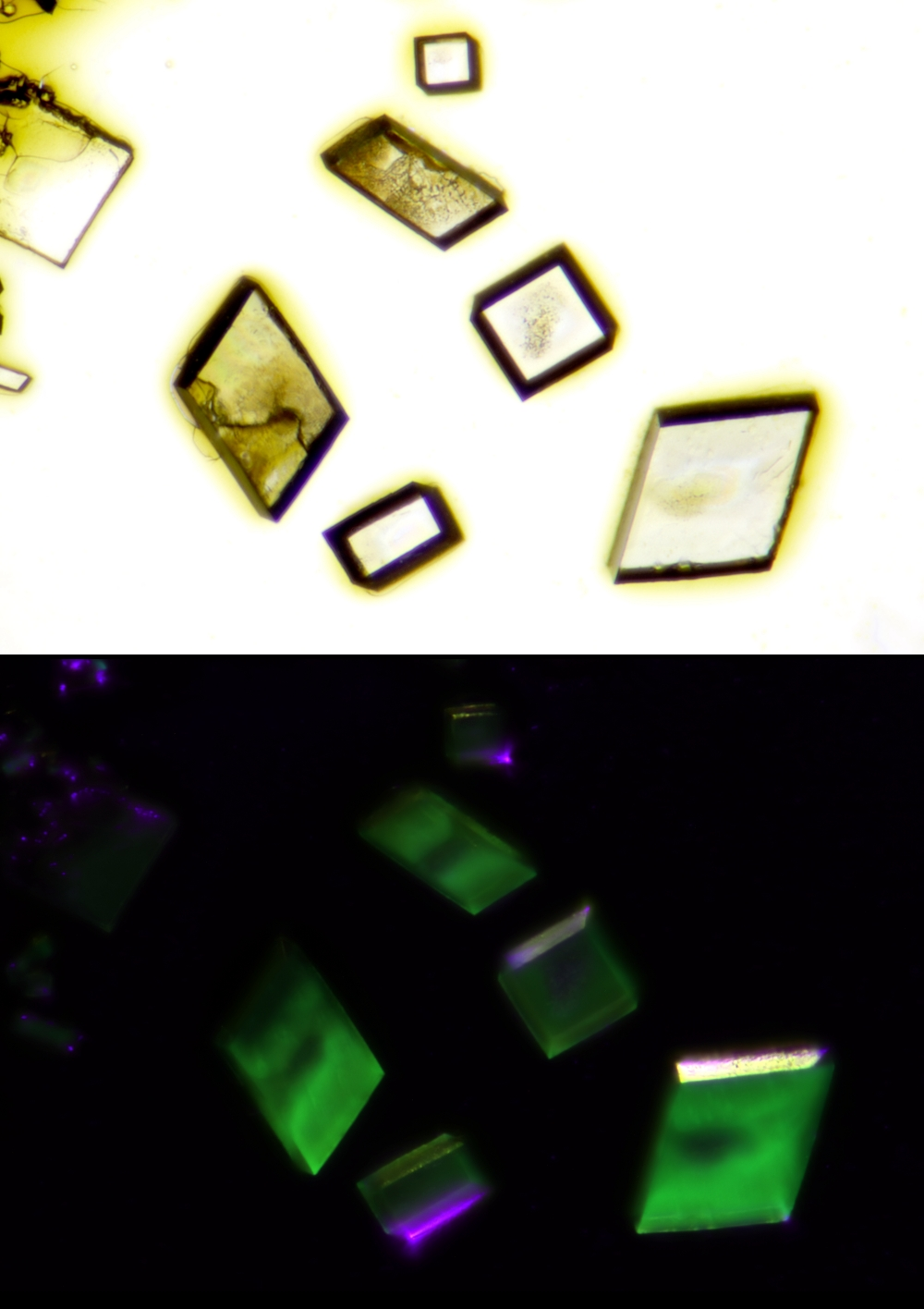
8-Anilinonaphthalin-1-sulfonsäure, Kristalle mikroskopisch im Durchlicht und Fluoreszenz im Schwarzlicht

8-Anilinonaphthalin-1-sulfonsäure (ANS) ist eine chemische Verbindung aus der Gruppe der aromatischen Amine und der Naphthalinsulfonsäuren.. ANS wird zur Fluoreszenzmarkierung von Proteinen verwendet. Die Leuchtintensität nimmt zu, wenn ANS an eine hydrophobe Region eines Proteins bindet. ANS wird zum Anfärben der Membranen von Mitochondrien verwendet. Bei einer Denaturierung von Proteinen mit Chaotropen nimmt mit der Entfaltung die Anzahl gebundener ANS-Moleküle zu.